# بونستل (داکوتای جنوبی)
بونستل(به انگلیسی: Bonesteel) شهری در ایالت داکوتای جنوبی کشور ایالات متحده آمریکا است که جمعیت آن در سرشماری سال ۲۰۱۰ میلادی، ۲۷۵ نفر بوده‌است.